# Telothelepus macrothoracicus
Telothelepus macrothoracicus är en ringmaskart som beskrevs av Mohammad 1980. Telothelepus macrothoracicus ingår i släktet Telothelepus och familjen Terebellidae. Inga underarter finns listade i Catalogue of Life.